# 易瓚
易瓚（1482年—1557年），字廷用，號敬庵。直隸河間府肅寧縣人，祖籍山西臨汾縣，民籍，明朝政治人物。

## 生平
弘治十七年（1504年）甲子科順天府鄉試第一百三十五名。正德六年（1511年）辛未科會試第二百二名，登進士第三甲第一百一十九名。授沭陽縣知縣，升南京戶科給事中，嘉靖初官扬州府知府，歷官陝西右參政，嘉靖十三年（1534年）正月升湖廣右布政使，十五年十一月官至都察院右副都御史、河南巡撫。任河南巡抚期间，嘉靖帝南巡驻跸河南，失火惊驾，易瓒被革职为民。

## 家族
曾祖父易志泰；祖父易恕，曾任主簿；父親易昂。母白氏。永感下。兄珣、珎、琦、瑾、瑱。